# Shaheen Jafargholi
Shaheen Jafargholi (în persană شاهین جعفرقلی; n. 23 ianuarie 1997, Swansea, Țara Galilor, Regatul Unit) este un cântăreț britanic de origine persană, participant la concursul de talente Britain's Got Talent, unde a ajuns în marea finală.

## Discografie
- When I Come of Age
- Acoustic

## Legături externe
Materiale media legate de Shaheen Jafargholi la Wikimedia Commons
- Shaheen Jafargholi la IMDB